# Club Deportivo Libertad
|  | No s'ha de confondre amb Club Libertad. |

El Club Deportivo Libertad, també conegut com a Libertad de Sunchales, és un club esportiu argentí de la ciutat de Sunchales.

## Història
El club va ser fundat el 25 de maig de 1910.
La secció de futbol destacà la temporada 2006-07, en la que jugà el Torneo Argentino B. La temporada 2016-17 disputà el Torneo Federal A.
Més destacada és la secció de basquetbol que juga a la màxima divisió argentina, Liga Nacional de Básquet (LNB). Va guanyar el Torneo Nacional de Ascenso la temporada 1997-98. Posteriorment ha guanyat la primera divisió i dos cops la Lliga de Sud-amèrica.

## Uniforme basquetbol
| Casa | Fora |  |

## Palmarès
Basquetbol
- Lliga sud-americana de bàsquet: 2002, 2007
- Lliga argentina de bàsquet: 2007-08
- Torneo Top 4: 2002-03